# بخش مرکزی شهرستان قرچک
بخش مرکزی شهرستان قرچک تنها بخش شهرستان قرچک در استان تهران ایران است.

## تقسیمات کشوری
بخش مرکزی شهرستان قرچک شامل دو دهستان است:
- دهستان قشلاق جیتو
- دهستان ولی‌آباد

شهر: قرچک

## جمعیت
بنابر سرشماری مرکز آمار ایران، جمعیت بخش مرکزی شهرستان قرچک در سال ۱۳۹۵ برابر با ۲۶۹۱۳۶ نفر (در ۷۹۸۵۱ خانوار) بوده است.